# Fehér varjúháj

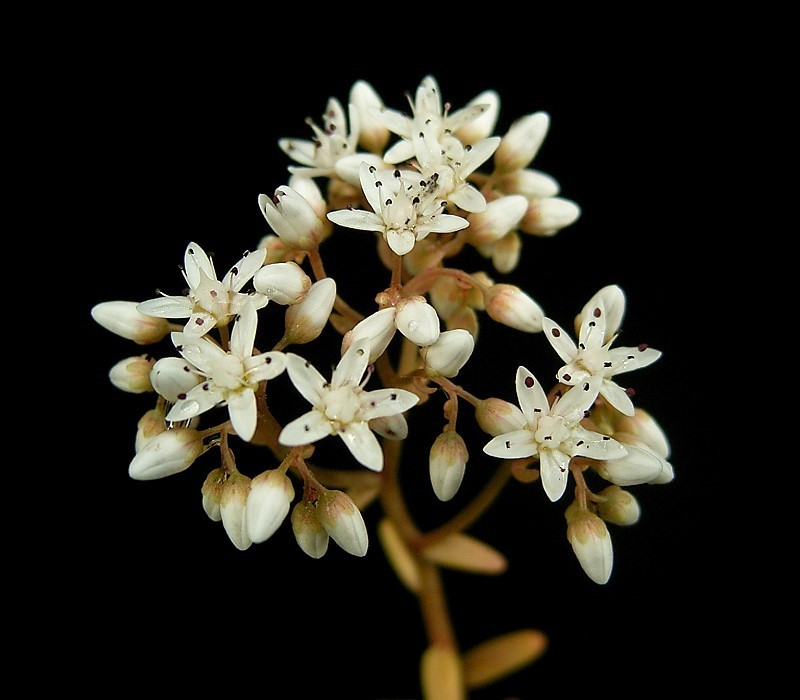
Nyíló virága

A fehér varjúháj (Sedum album) a kőtörőfű-virágúak (Saxifragales) rendjébe, ezen belül a varjúhájfélék (Crassulaceae) családjába és a fáskövirózsa-formák (Sempervivoideae) alcsaládjába tartozó faj.

## Elterjedése, élőhelye
Szinte egész Európában, továbbá Kis-Ázsiában, Észak-Afrika középső partmente és Szibériában is szabadon nő. Jellegzetesen sziklalakó növény; a Kárpát-medencében a sziklahasadék- és sziklagyepek állandó eleme, de a száraz lejtőkön is gyakori.

## Alfajai
- Sedum album subsp. rupimelitense Mifsud, R.Stephenson & Thiede
- Sedum album subsp. serpentini (Janch.) Barina

## Megjelenése
Gyökérzete közvetlenül a talaj színe alatt, nem ritkán a csupasz sziklafelszínen ágazik szét. A talajon elfekvő, sűrűn elágazó és legyökerező szárain dúsan fejlődnek 10–15 cm magasra felálló hajtásai. Kis, hengeres-tojásdad, gyakran pirosas árnyalatú, pozsgás levélkéi szórtan állnak. Apró, csillag alakú, fehér vagy világos rózsaszín virágai bogernyőben nyílnak. Virágkocsánya a lomb fölé emelkedik. Termése csillag alakban szétálló tüszőtermés, 3–5 mm hosszú csúccsal.

## Életmódja
Közepes fényigényű évelő. A talaj mésztartalmára nem érzékeny; a szilikátos kőzeteken és a mészkövön növő sziklagyepekben egyaránt előfordul. A levélkék könnyen letörnek, a lepottyant levelek könnyen meggyökereznek. Fagytűrő. Rovarok porozzák be. CAM fotoszintézisű. Tőosztással, dugvánnyal és magról is jól szaporítható.

## Felhasználása
Az egyik legigénytelenebb és egyúttal leghálásabb, kertészeti célra termesztett varjúhájféle. Talajtakaró kerti évelőként sziklakertekbe vagy vékony talajú, napsütötte helyekre ültetik. Hatékonyan ültethető a tavasszal virágzó hagymások fölé, hogy azok elnyíltával is takarja a talajt. Május végétől júliusig, seregesen virágzik.

## Termesztett változatai
- Sedum album ‘Athoum’
- Sedum album 'Bella d'Inverno'
- Sedum album 'Benahanis Alcantara'
- Sedum album ‘Coral Carpet’
- Sedum album ‘Faro Form’
- Sedum album ‘France’
- Sedum album 'Gatarillos Almena'
- Sedum album 'Gorge der Verdon'
- Sedum album 'Lavana labra'
- Sedum album var. murale – fénylő, barnásvörös levelekkel és rózsaszín virágokkal. Levelei télen is színesek maradnak, de jó talajon a vegetációs időszakban kizöldülnek
- Sedum album ‘Chloroticum’
- Sedum album 'Min Leah Plateau'
- Sedum album 'Peleponise'
- Sedum album 'Roure France'
- Sedum album 'Sierra del Chapparal'
- Sedum album 'Sousset les Pins'

Hibridje a Sedum album x serpentini.